# 勞動新聞
《勞動新聞》 （朝鲜语：／ Rodong Sinmun）是朝鲜最主要的報章，也是朝鮮勞動黨中央委員會機關報，並由勞動新聞社負責出版。現任總主編為朴英敏。劳动新闻在中国、俄罗斯、埃及和古巴等国派有常驻记者。该报读者群主要是朝鲜劳动党党员、国家干部、軍人、工人、农民和知识分子。

## 历史

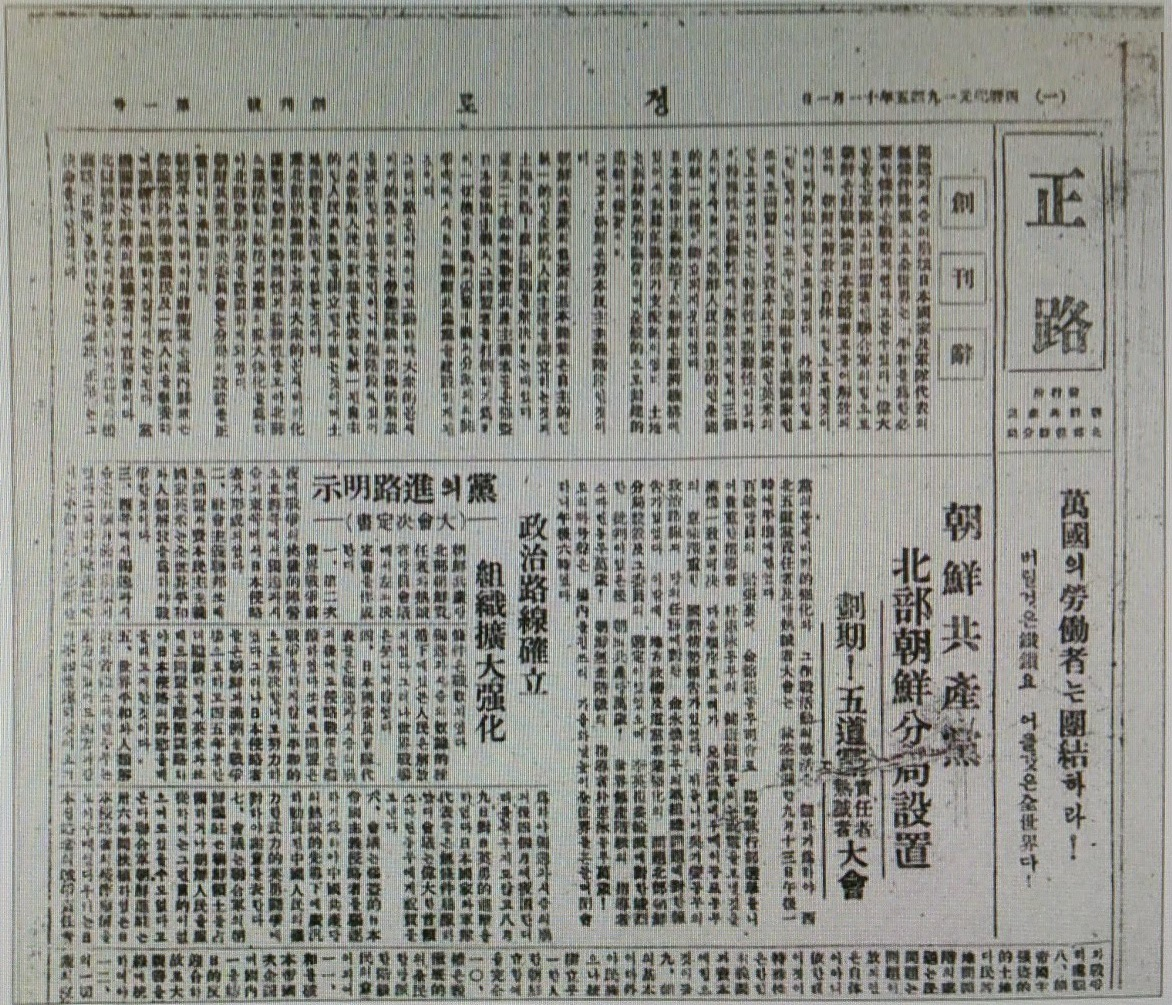
《正路》創刊號

1945年11月1日创刊，当时稱為《正路》（정로）。
1946年9月9日改用现名。
1980年代，《劳动新闻》的日发行量約爲每日30萬份。
1990年代北韓饑荒期間，《勞動新聞》僅向北韓的政府部門和圖書館供應。
2011年2月21日，《劳动新闻》官方网站正式开通。
2011年10月18日，《勞動新聞》開始在網站上刊登彩色頭版照片。
2011年12月，在金正恩成爲北韓最高領導人之後，《勞動新聞》的日发行量恢復至约30万份。
2012年1月11日《勞動新聞》官網開設英文版頁面。
2012年，《劳动新闻》開始有彩色版本的發行。

## 版面构成
一般每天六版，内容如下：
- 1版：最高领导人活动，社论，重要新闻
- 2版：思想教育消息
- 3版：国内经济
- 4版：国内外新闻
- 5版：南朝鲜（韩国）消息
- 6版：主要刊登国际新闻热点及其评论尤其是美国、日本对朝政策特别是敌视政策的评论（此处发表的评论通常在朝鲜国营电视台、电台等官方媒体作为“劳动新闻评论”进行介绍）

## 發行與民衆反應

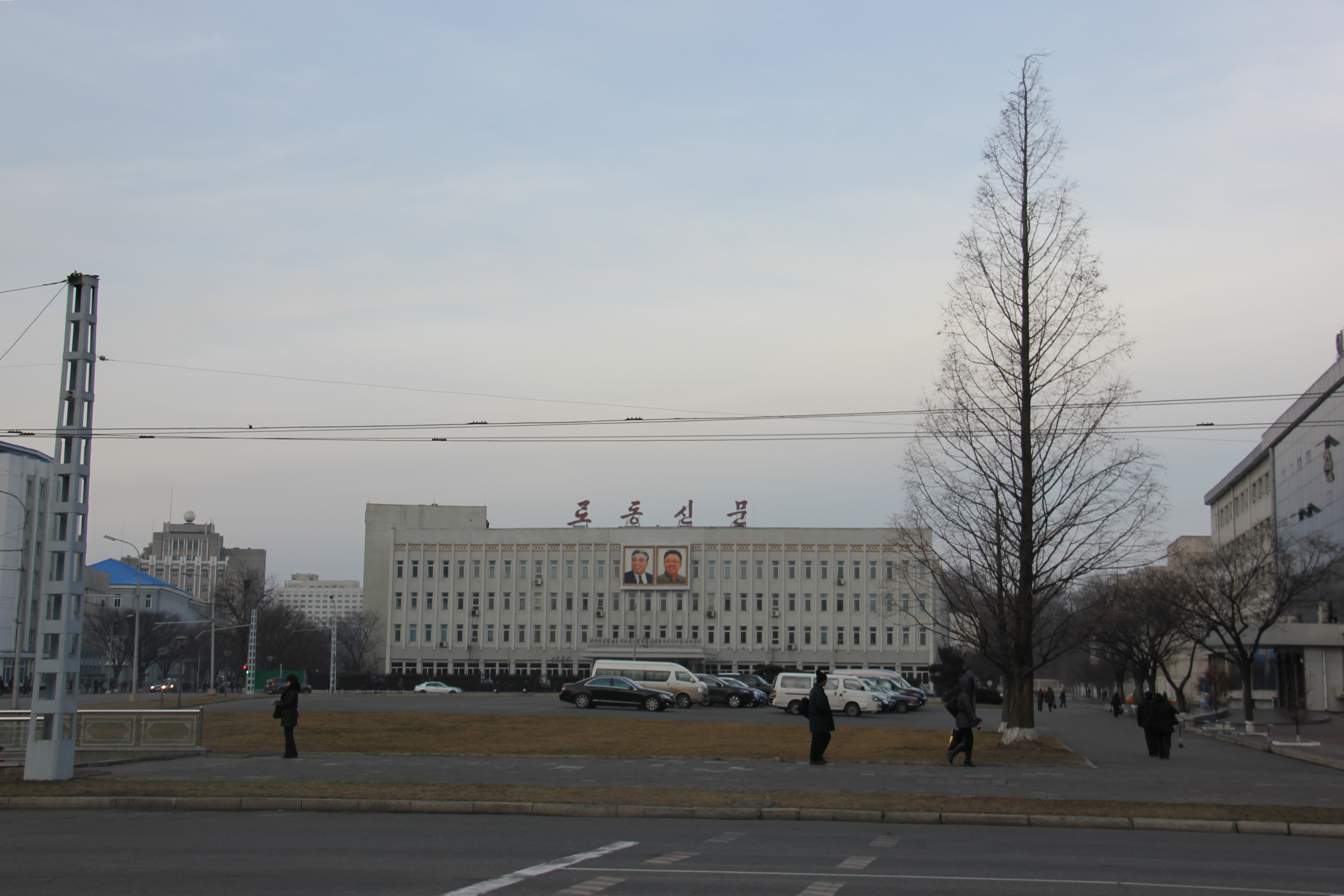
《勞動新聞》位於平壤的辦公大樓

根據每日北韓的報道，勞動新聞在北韓郊區的發行量自COVID-19爆發以來出現斷崖式下滑。根據每日北韓引述來自於慶源郡的北韓民衆所提供的資訊，在2019年年末即COVID-19爆發之前，勞動新聞在慶源郡的日發行量是300份，而截至2024年6月，勞動新聞在慶源郡的日發行量減少至150份。而發行量的減少也意味著閱讀群體的縮減，勞動新聞在慶源郡日發行量還維持於300份的時候，不僅慶源郡的政府官員可以閱讀，慶源郡的物料與科技部門員工，乃至於慶源郡的普通工人都可以閱讀；而隨著勞動新聞在慶源郡的日發行量下滑至150份，閱讀群體只剩下慶源郡的政府官員。
勞動新聞的發行量減少致使北韓民衆失去取得外界資訊的管道之一，即便這些資訊歷經北韓的重重審查並夾帶著體量可觀的政府級宣傳才可成爲勞動新聞的版面內容。然而，由於勞動新聞的發行量減少，且文章在千篇一律地頌讚白頭血統與朝鮮勞動黨，北韓民衆一來缺乏對勞動新聞的閱覽，二來對勞動新聞的重複話題感到厭煩，因此興趣已然全無。於是勞動新聞的報紙開始成爲北韓民衆的捲菸用紙以及廁紙替代品。慶源郡的消息人士也提及在慶源郡有出現政府官員將收到的勞動新聞以捲紙的形式在市場上出售的現象，並附注「每個人都在這麽做」。

## 聯合新年社論
自北韓政權建立者金日成於1994年去世之後起，北韓三大報紙《勞動新聞》《朝鮮人民軍》《青年前衛》和朝鮮中央通訊社，會於每年新年伊始同步對外發表新年社論。社論主要會簡要概述北韓新出台的政策，為北韓的最高領導人、北韓政權和先軍政治唱讚歌，以及表達對北韓未來的憧憬與向往。同時，社論亦會對包括南韓、日本、美國及其他西方國家等與北韓立場相左的政府所祭出的政策進行批評，且經常提到兩韓統一。
也正因北韓媒體發表新年社論已經逐漸形成一個慣例，因此包括朝中社在內的北韓媒體在每年發布的新年社論時，會在一定程度上引起西方媒體的關注。 譬如在2006年的新年社論當中，朝中社敦促美軍從南韓撤出，並在北韓境內發起「全民一齊驅逐美軍」的運動。而2009年的新年社論也引起了西方媒體的關注，當時的社論並沒有按照往年的慣例，對美國的政策予以批評，且承認了北韓境內的糧食短缺問題。社論亦提及朝鮮半島的無核化，分析人士指出這是一個「有希望的」跡象。 而在2010年的新年社論當中這樣的呼籲再次得到驗證，社論不僅提及希望朝鮮半島無核化的願景，同時也希望可以結束對美國的敵對狀態。
而在2011年發表的社論當中，北韓官方不僅提到「無核化」和「緩和與南韓之間的關係」，同時也提到「大力發展北韓輕工業」和「解決國內糧食問題」。雖然外界普遍認爲這是北韓向南韓伸出橄欖枝，但鑒於2010年發生的天安艦事件和延坪島炮擊事件，南韓方面表示：有和談的希望，但是僅憑南韓單方面的改變無濟於事。
聯合新年社論總共發表19次，始於1995年，止於2013年金正恩通過朝鮮中央電視台發表新年講話。

## 历任社长
- 金基南（1976年—）
- 李成福（1986年—）
- 玄峻极（1988年—）
- 崔七男（—2007年）
- 金重协（2007年—2010年）
- 金基龙（2010年—）
- 尹宇哲（2013年—2014年）
- 李英植（2014年—2017年）
- 金炳鎬（2017年—）
- 朴英敏（2021年—）